# 中國—葡語國家經貿合作論壇（澳門）
中國—葡語國家經貿合作論壇（澳門）（葡萄牙語：O Fórum para a Cooperação Económica e Comercial entre a China e os Países de Língua Portuguesa (Macau)；簡稱中葡論壇、中葡經貿合作論壇），是由中华人民共和国中央人民政府發起，中华人民共和国商务部主办，澳門特區政府承辦的國際經貿論壇，以經濟合作及發展為主題。其宗旨除加強中國與葡語國家間的經貿交流與合作外，更發揮了澳門在聯繫中國與葡語國家的平台角色，深化彼此間的全面合作。中葡經貿合作論壇於2003年10月12日在澳門成立及舉行第一屆部長級會議，中國商務部與列席的7個葡語國家部長級官員簽署了《經貿合作行動綱領》。

## 背景
中國是世界最大的發展中國家，而葡語系國家則擁有超過二億人口，自然資源豐富，兩者在經貿合作空間存巨大發展潛力。由於澳門特別行政區的歷史因素，作為中國內地與葡語國家的仲介和橋梁的優勢明顯。澳門早與葡語國家已有廣泛和密切聯繫，亦採用與歐洲大陸相近的法律和行政架構（即大陆法系架构），實有利於葡語國家通過澳門瞭解中國內地。有鑑於此，中華人民共和國政府倡議舉辦中國—葡語國家經貿合作論壇，利用澳門和葡語國家的特殊關係和潛力，作為中國和葡語國家之間經貿的發展平台。現時（2012年），中國與葡語國家雙邊貿易每年已超過2,000億美元，並每年持續增加中。

## 成員
中葡經貿合作論壇的成員有：
- 中國（含 澳門）
- 葡萄牙
- 东帝汶
- 巴西
- 安哥拉
- 莫桑比克
- 聖多美和普林西比[註 1]（2017年3月被正式批准加入[1]）
- 赤道几内亚（2022年4月10日被正式批准加入[2]）

而果阿邦現在屬於印度的一個邦而非独立国家，因此亦不在成員國之中。

## 历次部长级会议
| 次数     | 日期             | 中国代表                     | 地点     |
| -------- | ---------------- | ---------------------------- | -------- |
| 1        | 2003年10月12日   | 国务院副总理吴仪             | 中国澳门 |
| 2        | 2006年9月        | 國務委員兼國務院秘書長華建敏 | 中国澳门 |
| 3        | 2010年11月       | 国务院总理温家宝             | 中国澳门 |
| 4        | 2013年11月       | 国务院副总理汪洋             | 中国澳门 |
| 5        | 2016年10月       | 国务院总理李克强             | 中国澳门 |
| 特别会议 | 2022年4月10日    | 国务院总理李克强             | 中国澳门 |
| 6        | 2024年4月21-23日 | 全国人大常委会副委员长李鸿忠 | 中国澳门 |

## 外部連結
- 中國—葡語國家經貿合作論壇（澳門）常設秘書處（页面存档备份，存于）
- 中國與葡語國家經貿合作論壇常設秘書處輔助辦公室（页面存档备份，存于）